# Euxylophora paraensis
Euxylophora paraensis är en vinruteväxtart som beskrevs av Huber. Euxylophora paraensis ingår i släktet Euxylophora och familjen vinruteväxter. Inga underarter finns listade i Catalogue of Life.